# Montesa Crono
La Crono è una motocicletta prodotta dalla Montesa a partire dal 1978.

## Il contesto
Ultima moto stradale della casa motociclistica catalana, venne presentata alla fiera di Barcellona del 1977, per contrastare la Bultaco Streaker. Per promuoverla venne promossa la Crono Operation: un giro della Spagna (per complessivi 9420 km) svolto da 3 Crono 75.
Due le motorizzazioni disponibili al lancio, entrambe monocilindriche a due tempi: 75 (destinata ai sedicenni) e 125 cm³. I motori derivavano dal modello Enduro 125, del quale conservavano il cambio a 6 rapporti. I freni erano a tamburo su entrambe le ruote, contrariamente alla rivale Bultaco, di indole più sportiva, mentre la Montesa si prestava anche ai viaggi medio-lunghi.
Le due versioni della Crono potevano raggiungere una velocità massima di 102 km/h la 75, e di 116 km/h l'ottavo di litro.
Nel 1980 venne lanciata una nuova versione della Crono, la 350, sempre monocilindrica due tempi, restilizzata rispetto ai modelli precedenti, con un impianto frenante a due dischi e una nuova accensione elettronica Motoplat. Con 33 CV a 7000 giri/min poteva raggiungere i 160 km/h. L'anno seguente vennero aggiornate sulla falsariga della 350 anche 75 e 125 (le quali mantenevano però un freno a tamburo al posteriore).
Il 1982 fu l'ultimo anno di produzione per le Crono, schiacciate dalla crisi del comparto motociclistico spagnolo, che porterà la Montesa ad essere rilevata dalla Honda. Secondo i dati diffusi dalla casa, la produzione delle Crono si assestò sui 1.400 esemplari per la 75 e sui 400 per la 125.